# Chris Jones (Gitarrist)
Christopher Paul Jones (* 11. November 1958 in Reno, Nevada; † 13. September 2005 in Northeim, Deutschland) war ein US-amerikanischer Sänger, Musiker, Komponist und Gitarrist.

## Leben
Jones fing im Alter von 5 Jahren an, Gitarre zu spielen. Wenige Jahre später entschied er sich, Berufsmusiker zu werden und wurde mit 11 Jahren am Peabody Conservatory of Music in Baltimore, Maryland, in ein Programm zur Förderung begabter Kinder aufgenommen. Dort entdeckte er sein frühes Vorbild Johann Sebastian Bach, dem er seine Komposition Sonata in D widmete. Für dieses Werk erhielt er 1972 die Auszeichnung Jungkomponist des Jahres vom Gremium des Konservatoriums. Wenig später fand Jones den Weg zum Blues und beschäftigte sich mit Musikern wie Robert Johnson, James Taylor oder Little Feat.
1976 trat Jones der United States Army bei und wurde für drei Jahre in Wiesbaden stationiert. In dieser Zeit legte er den Grundstein für seine musikalische Karriere in Europa und lernte auch Deutsch. In den folgenden Jahrzehnten nahm er Platten als Begleitmusiker für Sänger(innen) wie Sara K., Allan Taylor oder Reinhard Mey auf. Auch als Solokünstler und mit dem Bluesharp-Spieler Steve Baker ging er auf Tournee und ins Studio.
Im August 2005 wurde bei Jones Morbus Hodgkin, eine bösartige Form des Lymphdrüsenkrebses im fortgeschrittenen Stadium diagnostiziert.
Wie viele amerikanische Musiker hatte er keine Krankenversicherung und konnte für die Krankenhauskosten nicht aufkommen. Freunde und Musiker brachten die Kosten auf. Er verstarb am 13. September 2005 in Northeim. Am 3. Oktober fand in Wolfenbüttel ein Gedenkkonzert statt, bei dem viele Freunde und Musikerkollegen wie Abi Wallenstein, Marc Breitfelder und Steve Baker Jones die letzte Ehre erwiesen. Zu einem weiteren Benefizkonzert trafen sich am 25. Oktober 2005 in Ammerbuch (b. Tübingen) Künstler wie Sara K., Allan Taylor, Christian Willisohn, Werner Lämmerhirt, Paul Stephenson, Noel Shannon, Kieran Halpin, Steve Baker, Geraldine MacGowan, Brian O’Connor und andere.

## Musik
Jones’ Repertoire umfasste viele Musikstile, unter anderem Blues, Country, Folk und Rock’n’Roll. Viele seiner Lieder lassen sich nur schwer einem bestimmten Genre zuordnen. Er führte auch Gitarren-Workshops durch und spielte meist auf handgefertigten Lakewood-Akustikgitarren.

## Diskografie (Auszug)

### Solo
- 1982 No looking back
- 1996 The dreaming pool
- 1996 Free man
- 2000 Moonstruck
- 2003 Roadhouses and Automobiles

### Mit Steve Baker
- 1995 Slow roll
- 1996 Everybody’s crying mercy
- 2003 Smoke and noise
- 2005 Gotta look up
- 2019 Damn Good Run (The Best of Chris Jones & Steve Baker)

### Mit Kieran Halpin
- 1995 Glory dayz
- 2002 Moving air
- 2002 Back smiling again
- 2004 The roundtower sessions
- 2005 A box of words & tunes

### Mit Sara K.
- 2002 Water Falls
- 2002 Live in Concert
- 2006 Hell or high water

### Mit Werner Lämmerhirt
- 1997 Mit Pauken und Trompeten
- 1999 Saitenzauber

### Mit Reinhard Mey
- 2002 Rüm Hart
- 2004 Nanga Parbat

### Mit Peter Ratzenbeck
- 2000 Peter’s Fancy

### Mit Paul Stephenson
- 2002 Light green ball
- 2004 These Days

### Mit Steve Strauss
- 2005 just like love

### Mit Hannes Wader
- 2001 Wünsche
- 2004 ...und es wechseln die Zeiten

### Mit David Munyon
- 1998 Poet wind
- 2004 More Songs for Planet Earth

### Frühe Werke (mit verschiedenen Musikern)
- 1979 Charlie Carr - Friends and Charlie
- 1979 Jon Strong - Night Shift
- 1980 Getting your own back
- 1987 Yannick Monot & Nouvelle Fance - Melange
- 1993 Mr. Bluesman Filmmusik, (Regie Sönke Wortmann)
- 2001 Lammbock – Alles in Handarbeit Filmmusik